# آذرشهر
آذرشهر و یا توفارقان، نهمین شهر پرجمعیت استان آذربایجان شرقی، یکی از شهرهای باختری این استان و مرکز شهرستان آذرشهر است. کوهستان سهند در  شرق آذرشهر قرار دارد و به همین دلیل، این شهر دارای آب و هوای سرد است. همچنین دریاچهٔ ارومیه در باختر آذرشهر است.
آذرشهر دارای زمین‌های هموار در مناطق شمال باختری پیرامون دریاچه ارومیه، و مناطق کوهستانی در خاور و جنوب خاوری است که باعث می‌شود هوای این منطقه در تابستان گرم ‌شود. آبیاری کشتزارها و باغ‌های پیرامون آذرشهر از طریق رودخانهٔ آذرشهر  و نیز کانال‌های زیرزمینی، چشمه‌های طبیعی و چاه‌های عمیق انجام می‌شود.
آذرشهر در ۴۵ درجه و ۸۵ دقیقهٔ طول خاوری، ۳۷ درجه و ۴۶ دقیقهٔ عرض شمالی و در ارتفاع ۱۴۶۸ متری از سطح دریا واقع شده است. این شهر در ۵۴ کیلومتری جنوب باختری تبریز و در امتداد محور تبریز - بناب قرار دارد.
آذرشهر در قدیم با نام توفارقان شناخته می‌شد؛ بر اساس یکی از فرضیه‌های موجود درباره ریشه این نام، توفارقان از دو بخش «توفار» (یا «دووار» به معنی دیوار)  و قان (یا «جان/گان»، پسوند مکان و به معنی «سرزمین»؛ قس. ممقان ، زنجان ، ورزقان ، گوگان ، آذربایجان) ساخته شده است. به عبارتی، توفارقان به معنی «منطقه دیوارکشی‌شده، منطقه محصور با دیوار» است، و احتمالا به کوهای پیرامون آذرشهر اشاره دارد که شهر را مانند یک دیواره محافظ احاطه کرده‌اند.
مهرالزمان نوبان در کتاب «وجه تسمیه شهرها و روستاهای ایران» درباره ریشه نام‌های قدیم و جدید این شهر، به نقل از منابع تاریخی دیگر، سه فرضیه مختلف را گزارش کرده است:
نخست- یاقوت حُمَوی «ده نخجیرجان»، «ده حرقان» و «ده خرقان» نوشته است و می‌گوید نخجیرجان اسم خزانه‌دار کسری، پادشاه ایران، بود و این روستا به نام وی معروف شده است.
دوم- در زمان‌های بسیار قدیم، میان مردم این آبادی و مهاجمان، جنگی سخت درمی‌گیرد و تمام دیوارها خونین می‌شود؛ از این جهت، این مکان را «دیوار خونین» نامیدند، و این نام در گذر زمان تحریف شده و به شکل دهخوارقان درآمد.
سوم- در چند ساله اخیر، به علت وجود آتشکده (پرستشگاه زرتشتیان) در اطراف این شهر، آن را آذرشهر نامیدند.
در برخی منابع، روایت شده است که چنگیزخان از این شهر زنی را به همسری اختیار کرد.

## پیشینه

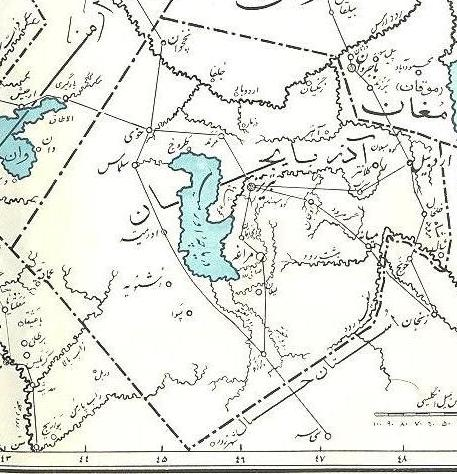
نام دهخوارقان در نقشه دوره خلفای عباسی.

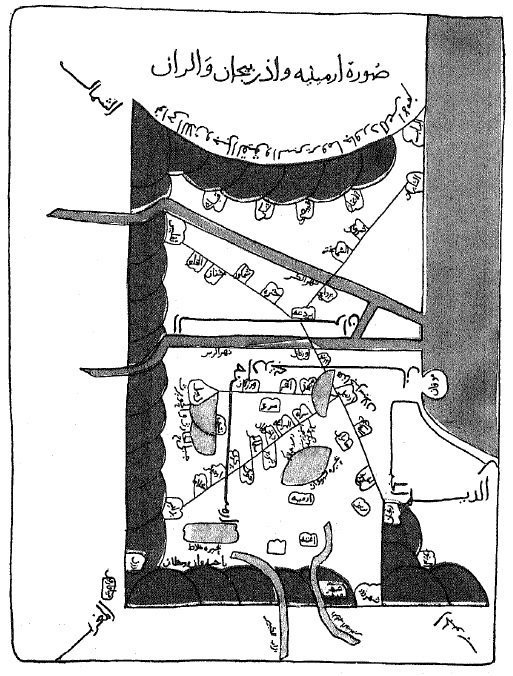
نام دهخوارقان در قرن چهارم اثر ابن حوقل در کتاب صورة الارض

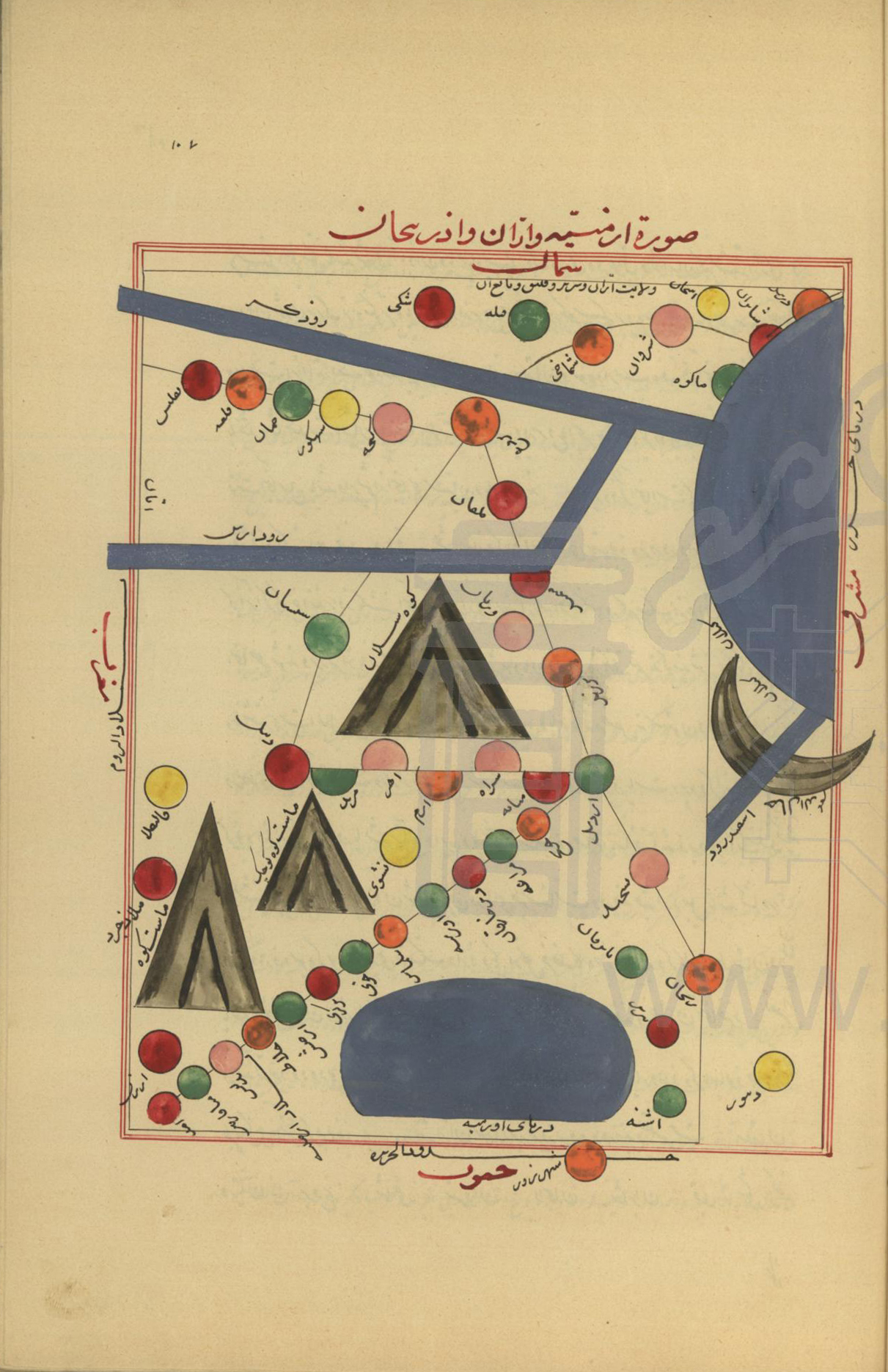
نام دهخوارقان مسالک وممالک. نقشه آذربایجان و اران

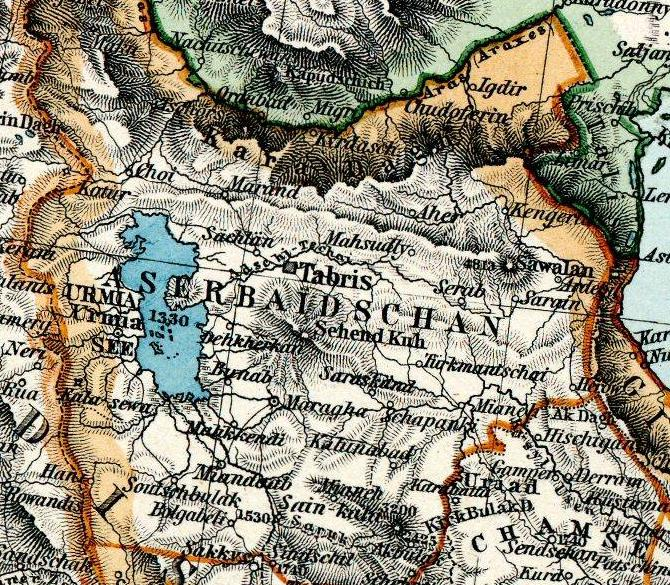
دهخوارقان در دوره قاجار اثر آدولف اشتیلر

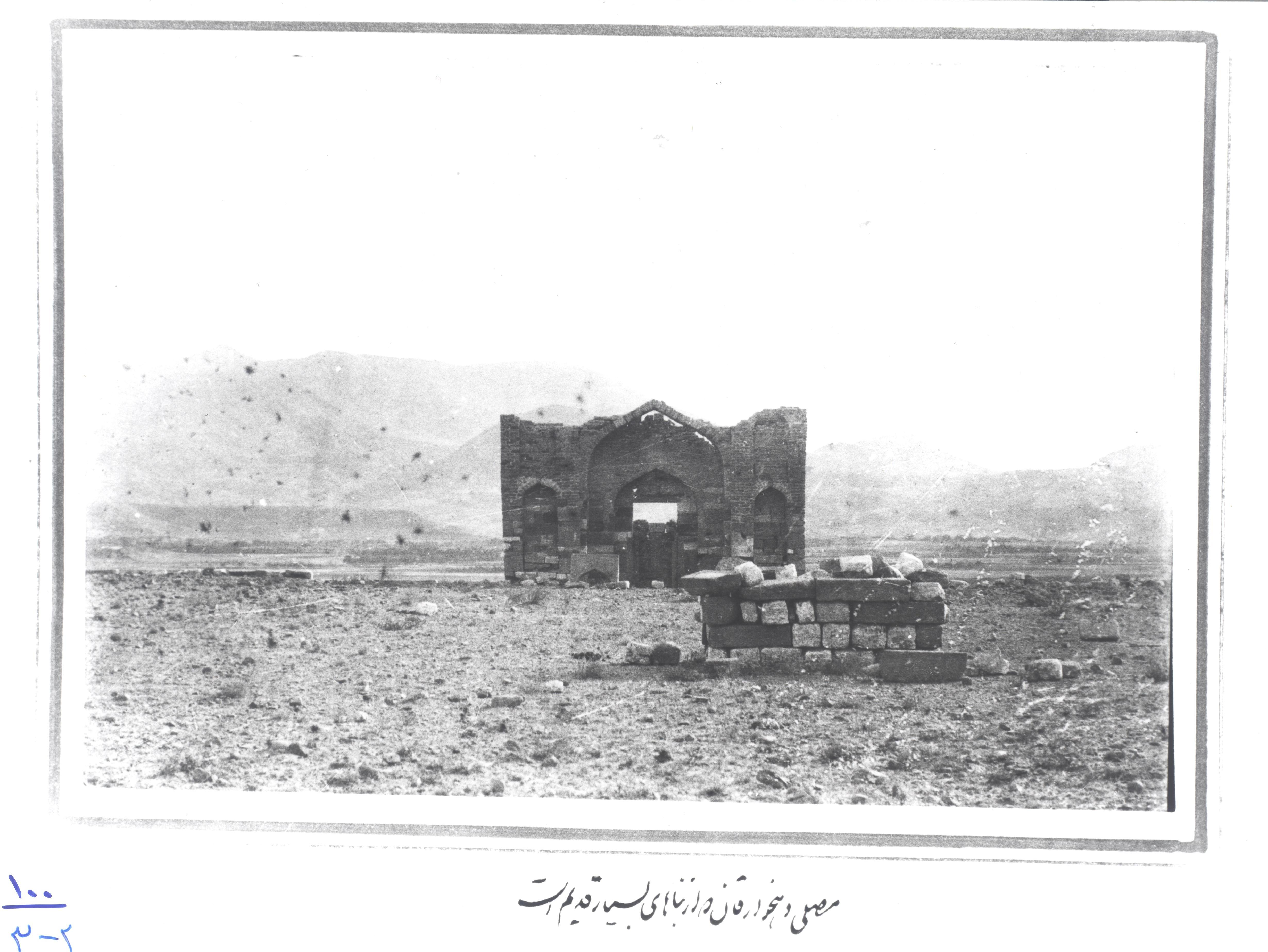
مصلی دهخوارقان (دوره قاجار)

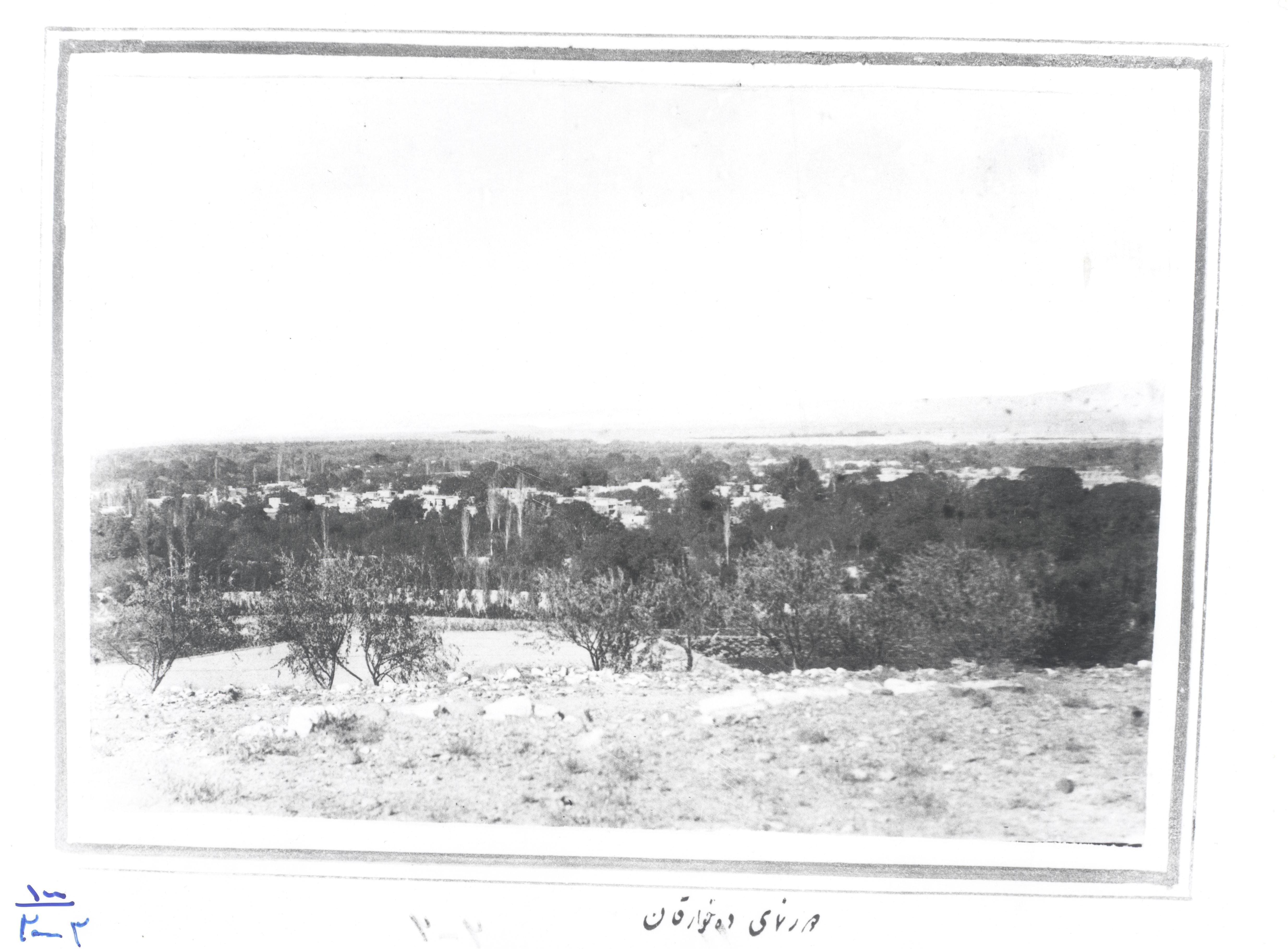
دورنمای ده‌خوارقان (در دوره قاجار)

آذرشهر یکی از شهرهای تاریخی شمال غرب ایران است که منابع تاریخی نام آن را به صورت ده نخوارگان و ده نخیرجان نوشته‌اند و در کتاب‌های جغرافی قدیم عرب این نام به شکل «داخَرَّقان و دخارقان درآمده‌است. یاقوت حموی از این شهر باعنوان «دِه‌نَخیرجان» یاد کرده‌است؛ درحالی که حمدالله مستوفی از عنوان «دهخوارقان» استفاده نموده‌است. اکثر مورخان از آذرشهر به عنوان شهری کوچک با هشت روستای تابعه یاد می‌کنند و از وفور باغ‌های انگور، و میوهجات مختلف آن سخن به میان آورده‌اند. همچنین لپه آذرشهر و گردوی آذرشهر شهرت جهانی دارد. در روستای فیروز سالار آذرشهر باغ‌های پسته وجود دارد.

## مردم
جمعیت آذرشهر بر پایهٔ سرشماری عمومی نفوس و مسکن سال ۱۳۹۵ خورشیدی بالغ بر ۴۴٬۸۸۷ نفر بوده‌است که نهمین شهر استان آذربایجان شرقی شناخته می‌شود. همچنین تعداد خانوارهای ساکن این شهر ۱۴٬۳۴۳ خانوار بوده‌است.
مردم آذرشهر به حجب و حیا و دین داری و ارادت به اهل بیت عصمت و طهارت مشهور هستند.

## بافت قدیمی

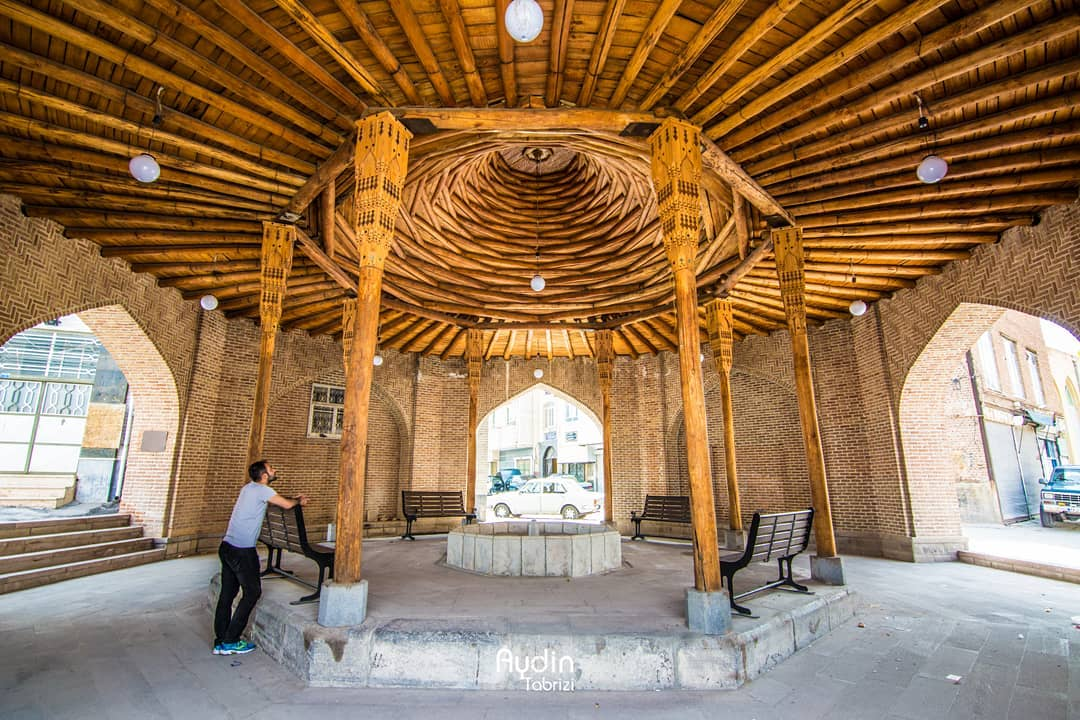
طاق چهار سوق واقع در محله ستوباد

با توجه به گفته‌های افراد کهنسال منطقه، در زمان‌های خیلی قدیم دهخوارقان در محل کوه پیر قطران بوده‌است که در اثر زلزله نابود شده‌است و بعد از آن مردم روستا را در سمت دیگر رودخانه بنا نهاده‌اند. ویرانه‌های کوه پیر قطران هنوز بجاست و از آثار باستانی آذرشهر می‌باشد. بافت قدیمی شهر از تعدادی محله قدیمی تشکیل شده بود که این محلات از هم فاصله داشته‌اند و بین محلات باغ‌هایی وجود داشته‌است که شمالی‌ترین محله پیرلر و جنوبی‌ترین محله کوچه کردها (کردلر کوچه‌سی) بوده‌است؛ شرقی‌ترین محله نیز دیزج (دزک به معنی دژ کوچک) و غربی‌ترین محله اشاغی‌کوچه نام داشته‌است. هر محله دارای کوچه‌های باریک و تودرتو و بن‌بست بوده و در ورودی هر محله درب بزرگی کار گذاشته شده بود که شبها بسته می‌شد و دارای نگهبان بوده‌است. بدین ترتیب هر محله مانند قلعه‌ای عمل می‌کرده که خانه‌های در انتهای بن‌بست آن از قیمت‌های بالاتر و ارزش بیشتر برخوردار بودند. در هر محله و در اکثر کوچه ساختمان‌هایی به نام کبوترخانه وجود داشت که کبوتران و دیگر پرنده‌ها در آن لانه می‌گزیدند. در تمام کوچه‌ها سکوهایی بوده‌است که مسافران و افراد سالخورده بر آن نشسته و استراحت می‌کردند و بار خود را روی آن می‌گذاشتند و بعد از استراحت بار خود را با استفاده از آن دوباره به کول می‌گرفتند. تمام محلات از آب قنات و چشمه‌ها استفاده می‌کردند که هم‌اکنون تمامی این قنات‌ها به محل دفع فاضلاب تبدیل شده‌است.

## وقایع

### فساد اداری
در سال ۱۳۹۹ تخلفات بزرگ شهرداری و شورای اسلامی آذرشهر برملا شد که شهردار و اعضایی از شورای شهر توسط نهادهای امنیتی دستگیر شدند، این خبر در بسیاری از خبرگزاری‌ها منتشر شد.

### سیل آذرشهر
در تاریخ ۲۵ فروردین ۱۳۹۶ ، در پی بارندگی شدید و طولانی (حدودا ۹ ساعت) در منطقه پل آذرشهر سیلی عظیم به راه افتاد و با رفت و روب درختان، تخته‌سنگ‌های بزرگ، خودروها و غیره، تعدادی از ساکنان شهر را قربانی خود کرد. در پی سیل آذرشهر بیش از۲۲ نفر جان باختند. این خبر مهم در اخبار صدا و سیمای ایران پوشش داده شد.

## گردشگری
- سردر و محراب مسجد محراب آذرشهر
- تپه باستانی پیرقطران
- گورستان پیرحیران
- مسجد جامع آذرشهر
- مصلی آذرشهر
- پل دهخوارگان
- آتشکده و روستای قدمگاه
- آغ برج افخم آباد اخی جهان
- قزل داغ
- هفت چشمه
- حمام چهار سوق
- حمام ستوباد
- درخت چنار پراپر
- قوش داشی:

یکی از مشهورترین مکانهای آذرشهر مکان به نام قوش داشی می‌باشد که در ان محل قوچ سنگی بزرگی به رنگ سفید رنگ در آن وجودداشته‌است که متأسفانه تخریب گردیده‌است و فقط افراد سالخورده این محل را می‌شناسند. این قوچ بزرگ در محل اشیک بازار (بازار قدیمی) وجود داشته‌است.
- دربند باشگاه:

این کوچه به نام دربند باشگاه معروف می‌باشد و بسیاری از افراد از علت نامیدن این مکان به این نام اطلاعی ندارند. در زمان سابق باشگاه افسران در این مکان در داخل باغی بزرگ و مجلل وجود داشته‌است. باغات گردوی مجللی در این ناحیه در حد فاصل محله علی‌آباد و کوی کردلر وجود داشته‌است.
- کاروانسرای آلقو:

کاروانسرای فراموش شده‌ای در همسایگی مسجد بازار (بازار مسجدی) می‌باشد که نام آن را فقط قدیمیهای آذرشهر بخاطر می‌آورند.
- مشروب‌خانه (تخریب شده):

در زمان شاهنشاهی مشروب خانه ای در شهر آذرشهر بوده اما سپس به دستور آیت الله مدنی که نفوذ و محبوبیت بسیار زیادی در میان مردم داشت، بعد از خطابه تاریخی و طوفانی اش خون مردم به جوش آمده و دست جمعی راهی مشروبخانه شدند و آنجا را به آتش کشیدند و ویرانش کردند و هنوز هم که هنوز هست زمین اش منفور مردم است و میان بافت شلوغ شهر خالی است.
این مکان در نزدیکی میدان ساعت آذرشهر واقع است.
- خانهٔ دَلی آذر:یکی از خانه‌های بسیار قدیمی که متعلق به زنی دیوانه و مشهور میان اهالی است و بنای آن هنوز دقیقاً در وسط شهر در محلهٔ جلفایی برپاست.

## شهرک‌ها
شهر آذرشهر دارای چهار شهرک مسکونی و یک شهرک صنعتی است که معروف‌ترین آن‌ها، عبارتند از:
- شهرک ولیعصر (بالا شهر و منطقه اعیان نشین بعد از مناطق داخل شهر)
- شهرک دانش
- شهرک بهاران
- شهرک شهید مدنی